# Bladlus (dokumentarfilm)
Bladlus er en dansk dokumentarfilm fra 1952 efter manuskript af Erik R. Knudsen.

## Handling
Foruden en almindelig beskrivelse af bladlusen viser filmen dennes vandringer fra benved-planten til frøroer, skræpper og tidsler tilbage til benved. Endvidere skildres bladlusenes ejendommelige forplantningsformer med skiftende vingede og vingeløse kuld.